# Sobradinho-Stausee
Der Sobradinho-Stausee (Lago de Sobradinho) ist eine Talsperre im Norden des brasilianischen Staates Bahia, mit deren Bau 1972 begonnen wurde. Es gibt auch eine Stadt gleichen Namens nahe bei dem Stausee (Sobradinho), die namensgebend war. Der Stausee ist ungefähr 320 km lang, hat eine Oberfläche von 4214 Quadratkilometern und einen Speicherraum von 34,1 Kubikkilometern (Milliarden Kubikmetern) bei Vollstauhöhe von 392,50 Meter über dem Meer, wodurch er flächenmäßig der 12.-größte künstliche See der Erde ist. Der See wird vom Rio São Francisco gespeist, der einer der größten Flüsse in Brasilien ist.
Das Absperrbauwerk, eine Staumauer, der Talsperre Sobradinho hat eine maximale Höhe von 41 Metern und eine Kronenlänge von 12,5 km.
Das Reservoir dient der Gewinnung von Strom aus Wasserkraft und repräsentiert 60 % der Wasserkraftreserven von Nordost-Brasilien. Es wird von der CHESF (Companhia Hidrelétrica do São Francisco) betrieben. Das angeschlossene Wasserkraftwerk verfügt über sechs Kaplan-Turbinen und Generatoren mit Nennleistungen von je 175,05 MW, insgesamt 1.050,3 MW. Der Speicherinhalt reicht aus, um die Region zwei Jahre lang mit Energie zu versorgen, aber der Wasserzufluss ist sehr unregelmäßig. In manchen Jahren ist die Trockenheit so schwer, dass die Stromversorgung in Gefahr gerät. Im Oktober 2001 zum Beispiel waren nur noch 5,46 % des Nutzraumes von 28 Milliarden Kubikmetern gefüllt. Im Juli 2006 war der Staudamm jedoch gut gefüllt.
Für die Schifffahrt gibt es eine Schleuse, deren Kammer 120 Meter lang und 17 Meter breit ist. Mit ihr können die Schiffe die 32,5 m hohe Barriere überwinden. Somit sind Schiffsverbindungen zwischen Pirapora in Minas Gerais und Juazeiro in Bahia sowie Petrolina in Pernambuco möglich, auch wenn diese Schiffsverbindung wohl aktuell wenig genutzt wird.
Für den Bau des Reservoirs wurden seinerzeit mehr als 70 000 Menschen umgesiedelt, weitgehend gegen deren Willen. Über die Entschädigungen für die Umsiedlung und um zugesagte Unterstützungsleistungen für die Umgesiedelten wird teilweise noch immer gestritten.